# Rex Mays
Pour les articles homonymes, voir Mays.
Rex Mays, né le 10 mars 1913 à Riverside (Californie) et décédé le 6 novembre 1949 à Del Mar (Californie), était un pilote automobile américain.

## Biographie
Après avoir débuté avec un véhicule Miller à 22 ans en championnat national racing car AAA, il s'est surtout fait remarquer sur Alfa Romeo en 1937-38, puis sur Winfield entre 1940 et 1948 avant une dernière saison -fatidique- sur Offy.
Il est considéré comme l'un des pilotes sans victoire les plus méritants lors des 500 miles d'Indianapolis.
Il fut tué lors d'une course de ChampCar au Del Mar Fairground.
En son honneur, la course de juin au Milwaukee Mile a été appelée Rex Mays Classic de 1950 à 1987. De plus la course organisée près de sa ville natale de Riverside de 1967 à 1969 fut nommée Rex Mays 300.

## Titres
- American Championship car racing (AAA): 1940 et 1941;

## Victoires en championnat AAA
(participation de 1934 à 1949: 8 victoires classantes sur 11 courses remportées, et 19 poles)
- 1935: Ascot 125;
- 1936: Ascot 125 et Goshen 100;
- 1937: Milwaukee 100;
- 1940: Springfield 100 et Syracuse 100;
- 1941: Milwaukee 100 et Syracuse 100;
- 1946: Langhorne 100, Indiana State Fairground et Milwaukee.

## Résultats à l'Indy 500
- 4 pole positions, en 1935, 1936, 1940 et 1948;
- 7 qualifications en ligne de front;
- Deuxième en 1940 et 1941 (6e en 1947);
- Il fut leader durant 266 tours, répartis sur 9 de ses 12 courses;
- 12 participations entre 1934 et 1949, uniquement interrompues par le second conflit mondial.

## Distinctions
- National Sprint Car Hall of Fame en 1990 (dans la première classe);
- Motorsports Hall of Fame of America en 1995.

## Source de la traduction
- (en) Cet article est partiellement ou en totalité issu de l’article de Wikipédia en anglais intitulé « Rex Mays » (voir la liste des auteurs).